# Plectrophenax
Plectrophenax is een geslacht van vogels uit de familie van de Calcariidae. De wetenschappelijke naam van het geslacht is voor het eerst geldig gepubliceerd in 1882 door Stejneger.

## Soorten
De volgende soorten zijn bij het geslacht ingedeeld:
- Plectrophenax hyperboreus – McKays sneeuwgors
- Plectrophenax nivalis – Sneeuwgors